# Beretta PMX
La Beretta PMX è una pistola mitragliatrice calibro 9 x 19 mm parabellum, progettata e fabbricata dall'azienda italiana Beretta. La PMX è stata presentata nel 2017 ed è destinata a sostituire la Beretta PM12 come arma di ordinanza di alcune forze di polizia italiane. Il 09 Luglio 2021 la Beretta ha annunciato l'arrivo della PMXs per il mercato civile in calibro 9 x 21 mm con le stesse caratteristiche della versione militare (ad eccezione del fuoco a raffica, assente nelle armi civili). Nella sua versione classificata come "arma sportiva" dal Banco Nazionale di Prova di Gardone Val Trompia la Beretta PMXs viene introdotta nel mercato civile camerata in calibro 9X19 Parabellum, per via della legge 238/2021, entrata in vigore il 1º febbraio 2022, che rende consentito l’impiego del calibro 9×19.

## Storia
La Beretta PMX è stata sviluppata a partire dallo storico modello PM12, già in dotazione a molte forze di polizia e forze armate di tutto il mondo; a partire dal 2015/2016 vi furono molte voci sull'uscita del nuovo modello di pistola mitragliatrice che venne presentata da Beretta durante l'esposizione Milipol a Parigi nel 2017. L'Arma dei Carabinieri ha ordinato, a partire dal 2018 dopo una sperimentazione in alcuni reparti operativi, più di 5.000 pezzi con l'intenzione futura di ammodernare l'intero arsenale di armi di reparto.

## Caratteristiche tecniche
La Beretta PMX è una pistola mitragliatrice in tecnopolimeri, alluminio ed acciaio macchinato lunga 640 mm con calcio abbattibile esteso (418 mm con calcio ribaltato) che possiede un otturatore chiuso con sistema a massa battente ed un peso totale a vuoto di 2,4 Kg; il calibro adottato è il 9 x 19 parabellum NATO. Con caricatore pieno inserito, 30 colpi, raggiunge un peso di circa 2,5 Kg ed ha una cadenza di tiro di 900 colpi al minuto (può variare in base al munizionamento impiegato). Possiede una sicura manuale a tre posizioni ambidestra con selettore di fuoco (colpo singolo e full-auto), delle mire abbattibili regolabili e delle slitte picatinny MIL-STD 1913 che permettono di utilizzare varii accessori come dispositivi di puntamento di qualsiasi tipologia.